# Gereon Lepper

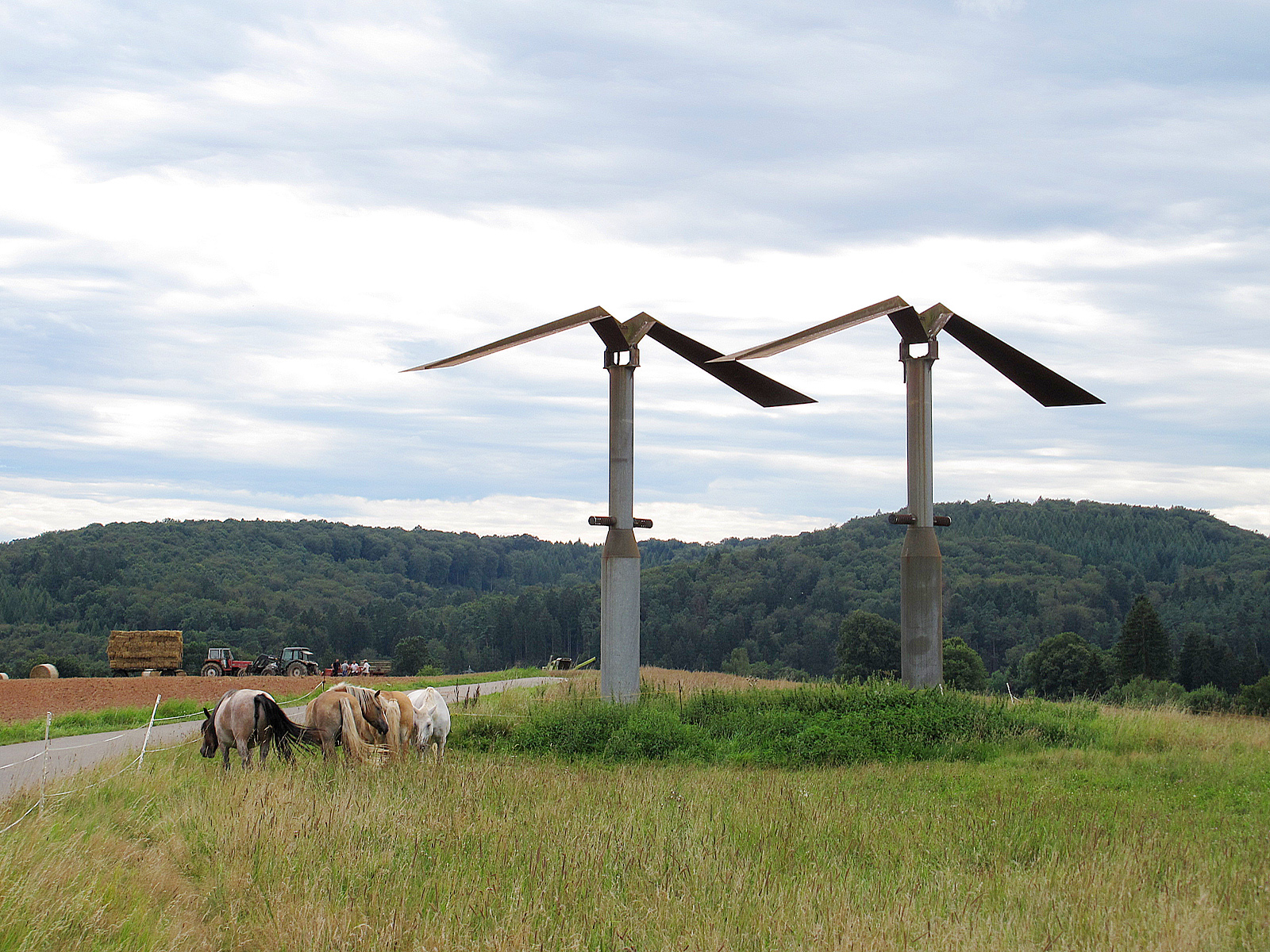
Balzgeflüster, 1996, Skulpturenweg Trippstadt-Stelzenberg

Gereon Lepper (* 1956 in Ratingen), Sohn des Bildhauers Friedel Lepper, ist ein deutscher Bildhauer.
Von 1979 bis 1987 studierte er bei Beate Schiff und Klaus Rinke an der Kunstakademie Düsseldorf. Er verbindet in seinen Werken archaische Naturgesetze mit technischer Erfindung und überführt dies in eine künstlerische Ebene, die in poetischer Weise an die Grundlagen der uns umgebenden Welt und den fortwährenden Prozess der Umwandlung von Energie erinnert. Ironisch hinterfragt er mit seinen Plastiken den menschlichen Versuch, die Naturgewalten durch den „Mythos Maschine“ zu kontrollieren.
Gereon Lepper erhielt 1988 den Förderpreis des Landes Nordrhein-Westfalen, 1993 war er Preisträger des August-Seeling-Förderpreises des Wilhelm-Lehmbruck-Museums und 1999 des Robert Jacobsen-Preises  der Stiftung Würth.

## Werke
- Aus den Bergen des Mondes, 1999
- Babette, 2004
- Balzgeflüster, 1996
- Das finstere Treiben, 1992
- Das Letzte Hemd, 1994
- Der Seltene Gast, 2000
- Der Späher, 1988
- Der unwiderstehliche Zustand der Ruhe, 1998
- Der Weg des geringsten Widerstandes, 1994
- Des Müllers Lust, 1994
- Die Kenntnis der einzuschlagenden Richtung, 2006
- Drei Bucks auf Charlie, 1993
- Eulen Fangen, 1996
- Gezeiten, 1990
- Grenzgänger, 2003
- Hoch am Wind, 2006, Lünen an der Lippe
- Im freien Fall, 2002
- Infernal Air Fright Corporation, 1992
- Käthe Hermann, 1994
- Lockruf der Berge, 1999
- Mixmaster of Jesus Christ, 1988
- Rauhe Zeiten, 2004
- Roaring Forties, 2006
- Rolling Home, 2005
- Schwarze Witwen, 2001
- Schwere See, 2001
- Späte Stunde, 2005
- Stilles Geleit, 1998
- Super-Constellation, 1988
- Sysiphos, 2001
- Tonnenweg, 1995
- Unzentrennlich, 2002
- Vagabund der Finsternis, 1993
- Vergessene Wächter, 1992–1998
- Vorhut, 1988
- Zeitort, 1992

## Auszeichnungen
1999: Staatspreis für das Kunsthandwerk in Nordrhein-Westfalen im Werkbereich „Gerät aus Metall“